# Ervín Hrych
Ervín Hrych, né le 23 mai 1929 à Vrskmaň et mort le 25 février 2016 à Prague, est un érudit littéraire tchèque, écrivain, humoriste et traducteur de l'anglais et du français.

## Biographie
Ervín Hrych fait des études littéraires à la Faculté des lettres de l'université Charles de Prague de 1948 à 1953. De 1953 à 1957, il travaille comme critique littéraire à la rédaction de Mladá fronta (cs), de 1957 à 1967 au département des affaires étrangères de l'Union des écrivains tchécoslovaques et de 1967 à 1969 au département des affaires étrangères du ministère de la Culture et de l'Information. De 1970 à 1989, il exerce comme correcteur à l'imprimerie Mír à Prague. En 1990 , il est attaché de presse au ministère de la Culture et, de 1990 à 1995, travaille comme rédacteur à la radio tchécoslovaque et tchèque.
Parmi ses œuvres les plus connues figure Krhútská kronika (La Chronique des Krhúts), un livre humoristique sur la nation fictive des Krhúts. En créant cette mythologie fictive, Hrych s'est basé sur les textes de T. R. Field (cs), ce qui a ensuite donné lieu à des accusations de plagiat contre Hrych?

## Œuvres
- 1967 : Krhútská kronika, Československý spisovatel, Prague (rééditions Marsyas, Prague, 1991 puis Adonai, Prague 2003).
- 1990 : Ze sportovní čítanky, Nakladatelství Olympia, Prague
- 1990 : Duha aneb Předposlední Přemyslovec, DILIA (cs), Prague
- 1990 : Bedna od Slavkova, DILIA, Prague
- 1994 : Dějiny světového humoru, Marsyas, Prague
- 1996 : Slavná historie tabákového dýmu, Forma, Prague
- 1998 : Velká kniha evropských panovníků, Regia et Knižní klub (cs), Prague
- 2000 : Velká kniha vojevůdců, bitev a zbraní, Regia et Knižní klub, Prague
- 2000 : Velká kniha magie a čarování, Regia, Prague
- 2000 : Velká kniha bohů a bájných hrdinů, Regia, Prague
- 2001 : Kruté aforismy, Regia, Prague
- 2002 : Velká kniha vládců starověku, Regia, Prague
- 2002 : Velká kniha historických otazníků, Regia, Prague
- 2003 : Velká kniha světového humoru, Regia, Prague
- 2004 : Královský pitaval, aneb Kralovraždy ve světových dějinách, Regia, Prague, avec Aleš Česal (cs).

### Traductions de l'anglais
- Bernard Malamud, Smolař, Olympia, Prague, 1968
- Dick Francis, Oheň a bič, Olympia, Prague, 1972
- Howard Sachar, Dějiny státu Izrael, Regia, Prague, 1999, avec comme co-traductrice, Helena Hrychová
- Timothy Zahn, Star Wars - Dědic impéria, Regia, Prague, 1993, avec comme co-traductrice Helena Hrychová

### Traductions du français
- Jean-Paul Ollivier, Úsvit se blíží, Svoboda, Prague, 1969, avec comme co-traductrice Melánie Rybárová
- André Cognat, Žil jsem mezi Indiány, Olympia, Prague, 1971
- Claude Pezin, Hostem čarodějů, Olympia, Prague, 1973